# August Dinklage

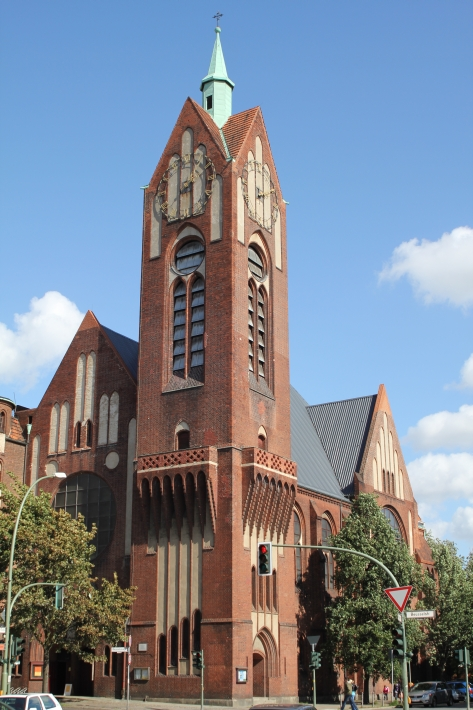
Reformationskyrkan i Moabit.

August Georg Dinklage, född 3 september 1849 i Oldenburg, död 20 april 1920 i Berlin, var en tysk arkitekt.

## Liv och verk
August Dinklage avslutade 1879 sin utbildning till arkitekt vid Polytechnikum i Hannover; därefter följde studier vid Berliner Bauakademie och statlig tjänst med kyrkobyggnad som specialområde. År 1889 lämnade han tjänsten på egen begäran och öppnade tillsammans med Hans Grisebach arkitektkontoret Grisebach und Dinklage. Samarbetet med Grisebach varade till 1901 och ett av kontorets sista uppdrag var Berlins tunnelbanestation Schlesisches Tor, som gestaltades huvudsakligen av Dinklage.
Efter att Grisebach lämnat kontoret 1901 blev en av kontorets medarbetare, Ernst Paulus, ny delägare och kontoret kallade sig sedermera Dinklage und Paulus. Kontoret stod bakom en lång rad kyrkobyggnader i Berlin, bland dem Marthakirche i Berlin-Kreuzberg (1904), Heilige-Geist-Kirche och Reformationskyrkan båda i Berlin-Moabit (1905–1907) samt Adventkirche i Berlin-Prenzlauer Berg (1910). År 1916 lämnade August Dinklage i sin tur kontoret, som sedan existerade med en ny partner fram till 1925.